# InuYasha – Swords of an Honorable Ruler
InuYasha – Swords of an Honorable Ruler (jap. 犬夜叉　天下覇道の剣, Inuyasha: Tenka Hadō no Ken, dt. etwa: „Inuyasha: Die Schwerter des ehrenhaften Herrschers“) ist ein Anime-Film aus dem Jahr 2003. Es handelt sich um den dritten von vier Filmen zur Anime-Fernsehserie Inu Yasha, die auf einer Manga-Serie von Rumiko Takahashi basiert. Das Animationsstudio Sunrise produzierte den Film.

## Handlung
Die Handlung beginnt mit einer Rückblende, 200 Jahre vor der Haupthandlung und 700 Jahre vor der Gegenwart. Inu Yashas Vater Inu no Taishō (ein Yōkai, jap. Dämon) kommt nach einem Kampf gegen den Drachen Ryukotsusei schwerverletzt seiner menschlichen Geliebten Izayoi zu Hilfe, da diese von ihm schwanger ist und ihr ehemaliger Verehrer Setsuna no Takemaru sie samt ihrem Sohn töten will. Inu no Taishō gelingt es sie und ihren Sohn Inu Yasha zu retten, aber er kommt gemeinsam mit Takemaru in dem Feuer um, das bei der Schlacht im Schloss Izayois ausgebrochen ist.
Als Kagome und Inu Yasha wieder einmal in der Gegenwart sind, soll ihr Kagomes Großvater ein wichtiges Schwert im Lagerhaus des Tempels sicher versiegeln. Doch das Schwert, dessen Name Sōunga auf der Schwertscheide steht, spürt die Anwesenheit Tessaigas und entwickelt ein Eigenleben. Auch der Geist Saja, der in der Schwertscheide lebt, kann es nicht aufhalten. Es ergreift Besitz von Inu Yasha und will ihn zu maßlosem Töten verführen. Diesem gelingt es dennoch in das Mittelalter zurück zu fliehen und dort nach einem Kampf mit seinem Halbbruder Sesshōmaru das Schwert loszuwerden.
Es stellt sich heraus, dass Inuyashas Vater drei Schwerter besaß: Tenseiga, das Schwert des Himmels, das Sesshōmaru vererbt wurde; Tessaiga, das Schwert der Menschenwelt, welches Inu Yasha anvertraut wurde; und Sōunga, das Schwert der Unterwelt, das stärkste der drei, welches für siebenhundert Jahre versiegelt wurde. Doch dieses Siegel ist nun gebrochen und Sōunga kann nur von Inu Yasha und Sesshōmaru bzw. Tessaiga und Tensaiga gemeinsam besiegt werden. Inuyasha und Sesshōmaru wollen das Schwert aber allein besiegen.
Währenddessen gelingt es Sōunga mittels eines Onis Takemarus Grab zu finden. Es ergreift von ihm Besitz und verführt ihn Izayoi und ihre Familie zu hassen. Takemaru will sich nun an Inuyasha und Sesshōmaru rächen und Sōunga will die Welt beherrschen, indem es die Tore zur Unterwelt öffnet und so alle Lebewesen in Zombies verwandelt, über die es herrschen kann. Sesshōmarus Begleiter, Rin und Jaken gelingt es bis zu Takemarus Schloss vorzudringen und Inu Yasha zu helfen. Er kann gemeinsam mit Sesshōmaru Takemaru besiegen, jedoch nicht Sōunga, das ein Eigenleben entwickelt. Trotz dass sie nicht zusammenarbeiten wollen gelingt es den Brüdern schlussendlich, das Schwert in der Unterwelt zu versiegeln.

## Synchronisation
Die deutsche Synchronisation wurde vom Münchner Synchronstudios der PPA Film GmbH produziert.
| Rolle            | Japanischer Synchronsprecher (Seiyu) | Deutscher Synchronsprecher |
| ---------------- | ------------------------------------ | -------------------------- |
| Inu Yasha        | Kappei Yamaguchi                     | Dominik Auer               |
| Kagome Higurashi | Satsuki Yukino                       | Ulrike Jenni               |
| Shippō           | Kumiko Watanabe                      | Julia Haacke               |
| Miroku           | Kōji Tsujitani                       | Florian Halm               |
| Sango            | Hōko Kuwashima                       | Angela Wiederhut           |
| Sesshomaru       | Ken Narita                           | Pascal Breuer              |
| Inuyashas Vater  | Akio Ōtsuka                          | Michael Brennicke          |
| Izayoi           | Kikuko Inoue                         | Marieke Oeffinger          |
| Takemaru         | Yasunori Matsumoto                   | Matthias Klie              |
| Sounga           | Fumihiko Tachiki                     | Willi Röbke                |
| Saya             | Kaneta Kimotsuki                     | Gudo Hoegel                |
| Myoga            | Ken’ichi Ogata                       | Walter von Hauff           |
| Totosai          | Jōji Yanami                          | Erich Ludwig               |
| Jaken            | Yūichi Nagashima                     | Kai Taschner               |
| Rin              | Mamiko Noto                          | Caroline Schwarzmaier      |
| Großvater        | Katsumi Suzuki                       | Thomas Reiner              |
| Mutter           | Asako Dodo                           | Maria Böhme                |
| Sota             | Akiko Nakagawa                       | Beate Pfeiffer             |
| Eri              | Yūki Masuda                          | Claudia Schmidt            |
| Yuka             | Kaori Shimizu                        | Kathrin Gaube              |
| Ayumi            | Nami Okamoto                         | Ute Bronder                |

## Veröffentlichung
InuYasha – Swords of an Honorable Ruler kam am 20. Dezember 2003 in die japanischen Kinos und spielte dort 81 Millionen Yen ein. Der Film erschien unter anderem auch auf Englisch, Spanisch und Italienisch.
Der Film ist bei Red Planet im Mai 2006 in Deutschland auf DVD erschienen. Die Synchronisation des Filmes wie auch der anderen drei Inu-Yasha-Filme wurde von Red Planet gemeinsam mit dem InuYasha-FanProjekt (IYFP), einem Internetfanprojekt, erstellt. Da das IYFP an allen Phasen der Synchronisation beteiligt war, unterscheidet sich die Fassung der Filme trotz gleicher Sprecher deutlich von der Anime-Serie.

## Rezeption
Nach der Fachzeitschrift AnimaniA ist „‚Swords of an honorable Ruler‘ allein wegen Inuyashas tragischer Geburtszene ein Muss für alle Freunde der Serie.“ Auch könne man sich auf viele Begegnungen zwischen Inu Yasha und Sesshōmaru, fließend animierte Kämpfe und emotionale Momente vor berauschender Kulisse freuen. Bei der deutschen Umsetzung wurde vor allem die Übersetzung und Beratung des IYFP gelobt.
Die Zeitschrift MangasZene schreibt von „blutigen Gefechten und jeder Menge Spannung, ergänzt durch ein paar Prisen Humor.“ Romantische Momente und in der Serie häufig vertretene Figuren wie Naraku oder Kikyō würden jedoch fehlen. Im Zentrum der Handlung stünden Inu Yasha und Sesshōmaru, über deren Vergangenheit jedoch nicht so viel preisgeben werde, wie man zu Beginn des Films erwarten würde. Das Charakterdesign und die Animationen seien eine Augenweide und die Musik unterstreiche actionreiche wie nachdenkliche Szenen passend.